# یودایاناتام (غرب)
یودایاناتام (غرب) (به انگلیسی: Udayanatham (West)) یک روستا در هند است که در Ariyalur district واقع شده‌است.

## خصوصیات
یودایاناتام ۳٬۸۶۸ نفر جمعیت دارد.